# Proutiella vittula
Proutiella vittula là một loài bướm đêm thuộc họ Notodontidae. Nó là loài đặc hữu của rừng duyên hải Đại Tây Dương của Brasil.